# 제임스 팁트리 주니어
앨리스 브래들리 셸던(Alice Bradley Sheldon, 1915년 8월 24일 ~ 1987년 5월 19일)은 1967년부터 그가 사망할 때까지 사용한 필명 제임스 팁트리 Jr.로 더 잘 알려진 미국의 과학 소설 작가이다. 군대나 CIA에서 여성이라는 이유로 주목받은 경험을 많이 했던 그녀는 ‘여성 SF작가’라는 이름으로 주목받고 싶지 않았기에 필명을 남자처럼 보이게 만들었다. 그가 여성이라는 사실은 1977년까지 대중에게 알려지지 않았다. 1974년부터 1977년까지는 라쿠나 셀던이라는 필명을 사용하기도 했다.
2012년, SF 명예의 전당에 헌액되었다.

## 생애

### 생애 초기
앨리스 브래들리 셸던은 미국 시카고 의 시카고 대학과 가까운 하이드 파크 지역에서 태어났다. 그의 아버지 허버트 브래들리는 변호사 및 박물학자이고, 그의 어머니는 소설과 여행기를 쓰고 있던 작가 메리 헤이스팅스 브래들리(Mary Hastings Bradley)였다. 앨리스 브래들리 셸던은 어려서부터 부모와 함께 세계를 여행했다. 1921에서 1922년까지는 중앙 아프리카로 첫 여행을 떠났고 이 때의 경험은 후에 단편 〈보이지 않는 여자들〉(The Women Men Don't See)에 영향을 준다. 그는 어린 시절의 대부분을 영국 식민지하의 아프리카, 인도에서 보냈으며 아프리카에서 야생 고릴라를 처음 본 백인 여성 가운데 한 사람이다.
앨리스 브래들리 셸던은 시카고와 스위스의 로잔, 미국의 뉴욕에서 학교를 다녔다. 9세에 어머니의 책에 삽화를 실었으며, 나중에는 시카고 갤러리에서 부모님이 주선한 개인전을 열고 아프리카를 그린 작품을 전시하기도 한다. 그는 생애동안 단 한 점의 그림을 팔았는데, 1931년, 그의 어머니와 함께 일하는 Harold Ober의 도움을 받아 〈뉴요커〉지에 판매한 일러스트가 그것이다. 말이 앞발을 들고 기수를 떨어뜨리는 그림이었으며 판매가는 10달러였다.
1941년, 앨리스 브래들리 셸던은 그림을 그만두고 부모의 도움을 받아 〈시카고 선〉지에 미술 평론을 썼다. 그는 1942년 입대 전까지 앨리스 브래들리 데비(Alice Bradley Davey)라는 이름을 사용하며 기자로 활동했다.

### 생애 중기
1934년, 대학 재학 중 19 세의 나이에 William Davey와 결혼한다. 결혼이 딸로서의 의무라고 느낀 결과였다. 당시 재학 중이던 Sarah Lawrence College는 기혼자를 학생으로 받아 들이지 않았기 때문에 셸던은 대학에서 자퇴한다. 이후 임신중절수술의 실패로 아이를 낳을 수 없게 된 것을 계기로 1941년에 이혼했다.
1942년에 그는 미국 육군 항공대에 입대하여 사진 분석팀에서 일했으며 후에 장교로 승진한다. 1945년 그는 두 번째 남편인 Huntington D. Sheldon과 결혼하고 1946년에 군대에서 나와 남편과 함께 중소기업을 설립한다. 같은 해, 그녀의 첫 소설 "The Lucky Ones"이 11월 16일자 The New Yorker에 실린다. 이때 저자 이름은 앨리스 브래들리였다. 1952년, 그와 그의 남편은 CIA의 요청을 받고 그곳에서 일하게 된다. 1955년에 대학에 가기 위해 일을 그만 둔다.
CIA를 사직한 후 아메리카 대학(1957년 - 1959년)에서 학사 학위를, 조지 워싱턴 대학에서 실험 심리학을 전공하며 1967년에 박사 학위를 받았다. 이 때 연구 주제는 "다른 환경에서 새로운 자극에 대한 동물의 반응"이었다. 이 박사 과정의 스트레스를 해소하기 위해 그는 제임스 팁트리 주니어라는 이름으로 SF소설을 쓰기 시작했다.
그의 사생활에 있어서, 그는 복잡한 성적지향을 가지고 있었고 수년 동안 자신의 섹슈얼리티를 다른 용어로 묘사했다. 예를 들면 이런 식이다. "일부의 남자는 무척 좋아하지만, 자각하지 못하고 있을 때부터 마음에 불을 붙이는 상대는 언제나 소녀와 여성이었다."

### SF 작가로서의 경력
새로운 학위나 경력에 대한 확신이 없이, 앨리스 브래들리 셸던은 SF를 쓰기 시작한다. 그는 1967년부터 제임스 팁트리 주니어라는 이름을 필명으로 사용했다. "팁트리"(Tiptree)라는 이름은 마멀레이드병에 적혀 있던 상표명에서 따왔으며 "주니어"(Jr.)를 붙인 건 남편의 생각이었다. 그는 인터뷰에서 "남성 이름은 좋은 위장처럼 보였다. 남자가 덜 미끄러질 것이라는 느낌이 들었다. 일생 동안 몇몇 직업에서 첫 번째 여성으로 살면서 너무 많은 경험을 했다."라고 했다.
그의 소설 가운데 처음으로 출판된 작품은 1968년 3월 〈Analog Science Fact & Fiction〉에 게재된 〈Birth of a Salesman〉이었으나 박사 시험 중에 썼던 4편이 모두 채택되어 버렸기 때문에, 실제로 첫작품이 어떤 것인지는 확실치 않다. 그는 '제임스 팁트리 주니어' 외에도 '앨리스 헤이스팅스 브래들리', '앨리스 데비 소령', '앨리 B. 셸던', '닥터 앨리 B. 셸던', '라쿠나 셸던', '앨리'를 필명으로 사용했다.
이 가명은 1970년대 후반까지 성공적으로 유지되었다. '팁트리'가 가명이라는 것은 널리 알려져 있었지만 첩보와 관련된 일을 하기 때문이라고 생각되었다. 독자와 편집자, 기자 모두 그를 남성으로 가정하는 것이 일반적이었지만 일부에서는 그의 작품을 근거로 그가 여성일지도 모른다는 추측을 하기도 했다. 《Warm Worlds and Otherwise》의 서문을 쓴 로버트 실버버그는 팁트리가 여자라는 가설은 터무니 없으며 그의 글에는 남성적인 무언가가 있다고 주장했다.
팁트리는 공개적으로 모습을 드러내지 않았으며 팬 및 다른 과학소설 작가와는 정기적으로 편지를 주고 받았다. 프로필에 대한 질문을 받을 경우에는 성별을 제외한 모든 것에 솔직하게 대답했다. 어슐러 르 귄과 조애나 러스 같은 동료 작가에게 보낸 편지에서는 자신을 페미니스트 남성으로 소개했다.
1976년 그의 어머니 메리 헤이스팅스 브래들리(Mary Hastings Bradley)의 사망을 계기로 그의 정체가 밝혀진다. 팁트리는 그해에 몇몇 편지에서 자기 어머니 역시 작가였으며 시카고에서 사망했다고 이야기했는데, 그의 팬들 사이에서 사망 기사 검색이 시작되었고 그 중 몇 명이 시카고 신문을 뒤지다가 그에 맞는 사람의 부고를 찾아낸다. 그리고 그 사람의 유족은 앨리스 브래들리 셸든이라는 딸 하나뿐이었다. 최초의 충격이 지나간 후 팁트리는 가장 가까운 친구 중 한 명인 어슐러 르 귄에게 편지를 보내 자신의 신분을 밝힌다. 그는 이렇게 썼다. "8년 넘게 사용해서 이제는 그저 다른 별명이 된 서명 외에, 나는 당신에게 정확한 사실만을 썼습니다. 거기에는 어떤 계산이나 속일 의도는 없었습니다. 그 밖의 모든 것은 단지 있는 그대로의 저입니다. 저는 앨리라는 별명을 가진, 앨리스 셸던이라는 이름의, 자연의 곁에서 혼자 있기를 좋아하는 61세 여성이고 제 글을 읽지는 않지만 제가 글쓰는 것은 좋아하는, 매우 착하고 상당히 늙은 남자와 37년째 결혼해서 살고 있습니다."
저명한 과학소설 작가 몇 명이 당혹스러운 상황에 처했다. 로버트 실버버그는 단편집에 수록된 작품으로 보아 팁트리가 여자일 리가 없다고 주장했다. 할런 엘리슨은 자신의 선집 《Again, Dangerous Visions》에서 팁트리의 작품을 소개하며 "올해의 여성작가가 케이트 윌헬름이라면 올해의 남성작가는 팁트리다."라고 썼다.
팁트리는 이 사건 전후로 모친의 죽음, 남편의 알츠하이머병 발병, 의붓딸의 자살 등 연이은 사건을 겪으며 글쓰기를 포기하고 남아있던 원고를 태워버리려 하기도 했지만 이후 약 10년 동안 제임스 팁트리 주니어라는 이름으로 계속 작품을 발표했다.

### 죽음
말년에 그의 남편은 거의 눈이 멀어서 자신을 돌볼 수 없게 되었고 그 자신도 일생에 걸친 흡연으로 인한 문제를 겪고 있었다. 1976년, 60세의 셸던은 아직 건강하고 활동적일 때에 자신의 삶을 끝내고 싶지만 남편을 돌봐줄 사람이 없기 때문에 실행에 옮기지 못하며 차마 그를 죽일 수도 없다는 내용의 편지를 친구에게 보낸다.
11년 후, 1987년 5월 19일 셸던은 마침내 그의 계획대로, 남편이 자는 동안 그를 쏜 다음 자신도 따라 갔다. 그는 남편을 쏜 후 변호사에게 자신의 행동을 설명하는 전화를 걸었다. 경찰이 그들을 발견했을 때, 그들은 침대에서 손을 잡고 죽은 상태였다. 전기 작가인 줄리 필립스(Julie Phillips)에 따르면, 셸던이 남긴 유서는 몇 년 전부터 준비되어 있던 것이었다고 한다.
그의 이름을 딴 제임스 팁트리 주니어상은 매년 젠더문제에 대한 이해를 확장하거나 탐구한 SF 또는 환상 소설에 수여된다.

## 저서

### 단편집
| 제목                                                      | 출판년도 | 약자 |
| --------------------------------------------------------- | -------- | ---- |
| Ten Thousand Light-Years from Home                        | 1973     | LYFH |
| Warm Worlds and Otherwise                                 | 1975     | WWO  |
| Star Songs of an Old Primate                              | 1978     | SSOP |
| Out of the Everywhere and Other Extraordinary Visions     | 1981     | OE   |
| Byte Beautiful: Eight Science Fiction Stories             | 1985     | BB   |
| Tales of the Quintana Roo (linked stories)                | 1986     | QR   |
| The Starry Rift (linked stories)                          | 1986     | SR   |
| Crown of Stars                                            | 1988     | CS   |
| Her Smoke Rose Up Forever (omnibus collection)            | 1990     | SRU  |
| Meet Me at Infinity (fiction, essays & other non-fiction) | 2000     | MM   |

### 단편
각 단편의 끝에 붙은 기호는 해당 단편이 실린 단편집의 약자.
국내 출판된 작품은 번역된 제목 병기
- 1968
  - "The Mother Ship" (후에 "Mamma Come Home"로 제목변경) (중편): LYFH
  - "Pupa Knows Best" (후에 "Help"로 제목변경) (중편): LYFH
  - 'Birth of a Salesman' (단편): LYFH
  - 'Fault' (단편): WWO
  - 'Happiness is a Warm Spaceship' (단편): MM
  - 'Please Don’t Play With the Time Machine' (very 단편): MM
  - 'A Day Like Any Other' (very 단편): MM
- 1969
  - 'Beam Us Home' (단편): LYFH, BB
  - 아인 박사의 마지막 비행(The Last Flight of Doctor Ain) (단편): WWO, SRU
  - 'Your Haploid Heart' (중편): SSOP
  - 'The Snows Are Melted, The Snows Are Gone' (중편): LYFH
  - 'Parimutuel Planet' (후에 'Faithful to Thee, Terra, in Our Fashion'로 제목 변경) (중편): LYFH
- 1970
  - 'The Man Doors Said Hello To' (단편): LYFH
  - 'I’m Too Big But I Love to Play' (중편): LYFH
  - 'The Nightblooming Saurian' (단편): WWO
  - 'Last Night and Every Night' (단편): CS
- 1971
  - 'The Peacefulness of Vivyan' (단편): LYFH, BB
  - 'I’ll Be Waiting for You When the Swimming Pool Is Empty' (단편): LYFH, BB
  - 'And So On, And So On' (단편): SSOP, SRU
  - 'Mother in the Sky with Diamonds' (중편): LYFH
- 1972
  - 집으로 걷는 사나이(The Man Who Walked Home) (단편): LYFH, BB, SRU
  - 그리고 나는 잃어버린 길을 따라 여기에 왔네(And I Have Come Upon This Place by Lost Ways) (중편): WWO, SRU
  - 그리고 깨어나 보니 나는 이 차가운 언덕에 있었네(And I Awoke and Found Me Here on the Cold Hill's Side) (단편): LYFH, SRU
  - 어느 마지막 오후(On the Last Afternoon) (중편): WWO, SRU
  - 'Painwise' (중편): LYFH
  - 'Forever to a Hudson Bay Blanket' (단편): LYFH
  - 'Filomena & Greg & Rikki-Tikki & Barlow & the Alien' (후에 'All the Kinds of Yes'로 제목 변경) (중편): WWO
  - 'The Milk of Paradise' (단편): WWO
  - 'Amberjack' (단편): WWO
  - 'Through a Lass Darkly' (단편): WWO
  - 'The Trouble Is Not In Your Set' (단편): MM (previously unpublished)
  - 'Press Until the Bleeding Stops' (단편): MM
- 1973
  - 사랑은 운명, 운명은 죽음(Love Is the Plan the Plan Is Death) (단편): WWO, BB, SRU
  - 보이지 않는 여자들(The Women Men Don't See) (중편): WWO, SRU
  - 접속된 소녀(The Girl Who Was Plugged In) (중편): WWO, SRU
- 1974
  - 그녀의 연기는 언제까지나 올라갔다(Her Smoke Rose Up Forever) (중편): SSOP, SRU
  - 'Angel Fix' (중편, '라쿠나 셸던'으로 발표): OE
- 1975
  - 덧없는 존재감(A Momentary Taste of Being) (중편): SSOP, SRU
- 1976
  - 서쪽으로 가는 배달 여행(Your Faces, O My Sisters! Your Faces Filled of Light!) (단편, '라쿠나 셸던'으로 발표): OE, BB, SRU
  - 'Beaver Tears' (단편, '라쿠나 셸던'으로 발표): OE
  - 스노우(She Waits for All Men Born) (단편): SSOP, SRU
  - 휴스턴, 휴스턴, 들리는가?(Houston, Houston, Do You Read?) (중편): SSOP, SRU (휴고상 수상)
  - 'The Psychologist Who Wouldn’t Do Awful Things to Rats' (중편): SSOP
- 1977
  - 체체파리의 비법(The Screwfly Solution) ('라쿠나 셸던'으로 발표): OE, SRU
  - 'Time-Sharing Angel' (단편): OE
- 1978
  - 별의 눈물(We Who Stole the Dream) (중편): OE, SRU
  - 'Up the Walls of the World' (novel)
- 1980
  - 비애곡(Slow Music) (중편): OE, SRU
  - 'A Source of Innocent Merriment' (단편): OE
- 1981
  - 'Excursion Fare' (중편): BB
  - 'Lirios: A Tale of the Quintana Roo' (후에 'What Came Ashore at Lirios'제목 변경) (중편): QR
  - 'Out of the Everywhere' (중편): OE
  - 돼지제국(With Delicate Mad Hands) (중편): OE, BB, SRU
- 1982
  - 'The Boy Who Waterskied to Forever' (단편): QR
- 1983
  - 'Beyond the Dead Reef' (중편): QR
- 1985
  - 'Morality Meat' (중편, '라쿠나 셸던'으로 발표): CS
  - 마지막으로 할 만한 멋진 일(The Only Neat Thing to Do) (중편): SR
  - 'All This and Heaven Too' (중편): CS
  - 'Trey of Hearts' (단편): MM (previously unpublished)
- 1986
  - 'Our Resident Djinn' (단편): CS
  - 'In the Great Central Library of Deneb University' (단편): SR
  - 'Good Night, Sweethearts' (중편): SR
  - 'Collision' (중편): SR
  - 'The Color of Neanderthal Eyes' (중편): MM
- 1987
  - 'Second Going' (중편): CS
  - 'Yanqui Doodle' (중편): CS
  - 'In Midst of Life' (중편): CS
- 1988
  - 'Come Live with Me' (중편): CS
  - 'Backward, Turn Backward' (중편): CS
  - 'The Earth Doth Like a Snake Renew' (중편): CS [1973에 집필]

### 장편
- Up the Walls of the World (1978)
- Brightness Falls from the Air (1985)

## 수상
- 휴고상: 1974년, 접속된 소녀(The Girl Who Was Plugged In); 1977년, 휴스턴, 휴스턴, 들리는가?(Houston, Houston, Do You Read?)
- 네뷸러상: 1973년, 사랑은 운명, 운명은 죽음(Love Is the Plan the Plan Is Death); 1976년, 휴스턴, 휴스턴, 들리는가?(Houston, Houston, Do You Read?); 1977년, 체체파리의 비법(The Screwfly Solution)
- 월드 판타지 상: 1987년, Tales of the Quintana Roo
- 로커스상: 1984년, "Beyond the Dead Reef"; 1986년, 마지막으로 할 만한 멋진 일(The Only Neat Thing to Do)
- Science Fiction Chronicle Award: 1986년, 마지막으로 할 만한 멋진 일(The Only Neat Thing to Do)
- 쥬피터상: 1977년, 휴스턴, 휴스턴, 들리는가?(Houston, Houston, Do You Read?)

## 같이 보기
- 제임스 팁트리 주니어상